# Lodi megye
Lodi megye (olaszul: Provincia di Lodi, lombardul: Pruvincia de Lod) Olaszország Lombardia régiójának egyik megyéje. Székhelye Lodi.

## Fekvése
Lodi megye Milano, Cremona, Piacenza és Pavia megyékkel határos.

## Községek(comuni)
- Abbadia Cerreto
- Bertonico
- Boffalora d’Adda
- Borghetto Lodigiano
- Borgo San Giovanni
- Brembio
- Camairago
- Casaletto Lodigiano
- Casalmaiocco
- Casalpusterlengo
- Caselle Landi
- Caselle Lurani
- Castelnuovo Bocca d’Adda
- Castiglione d’Adda
- Castiraga Vidardo
- Cavacurta
- Cavenago d’Adda
- Cervignano d’Adda
- Codogno
- Comazzo
- Cornegliano Laudense
- Corno Giovine
- Cornovecchio
- Corte Palasio
- Crespiatica
- Fombio
- Galgagnano
- Graffignana
- Guardamiglio
- Livraga
- Lodi
- Lodi Vecchio
- Maccastorna
- Mairago
- Maleo
- Marudo
- Massalengo
- Meleti
- Merlino
- Montanaso Lombardo
- Mulazzano
- Orio Litta
- Ospedaletto Lodigiano
- Ossago Lodigiano
- Pieve Fissiraga
- Salerano sul Lambro
- San Fiorano
- San Martino in Strada
- San Rocco al Porto
- Sant’Angelo Lodigiano
- Santo Stefano Lodigiano
- Secugnago
- Senna Lodigiana
- Somaglia
- Sordio
- Tavazzano con Villavesco
- Terranova dei Passerini
- Turano Lodigiano
- Valera Fratta
- Villanova del Sillaro
- Zelo Buon Persico